# Vigolo (Lombardei)
Vigolo ist eine italienische Gemeinde (comune) mit 571 Einwohnern (Stand 31. Dezember 2023) in der Provinz Bergamo in der Lombardei. 

## Geographie
Vigolo liegt wenige Kilometer westlich des Lago d’Iseo und etwa 49 Kilometer östlich von Bergamo auf 616 m s.l.m. am südöstlichen Rand der Bergamasker Alpen. Nachbargemeinden sind Adrara San Martino, Adrara San Rocco, Fonteno, Parzanica, Predore, Tavernola Bergamasca und Viadanica.

## Weblinks

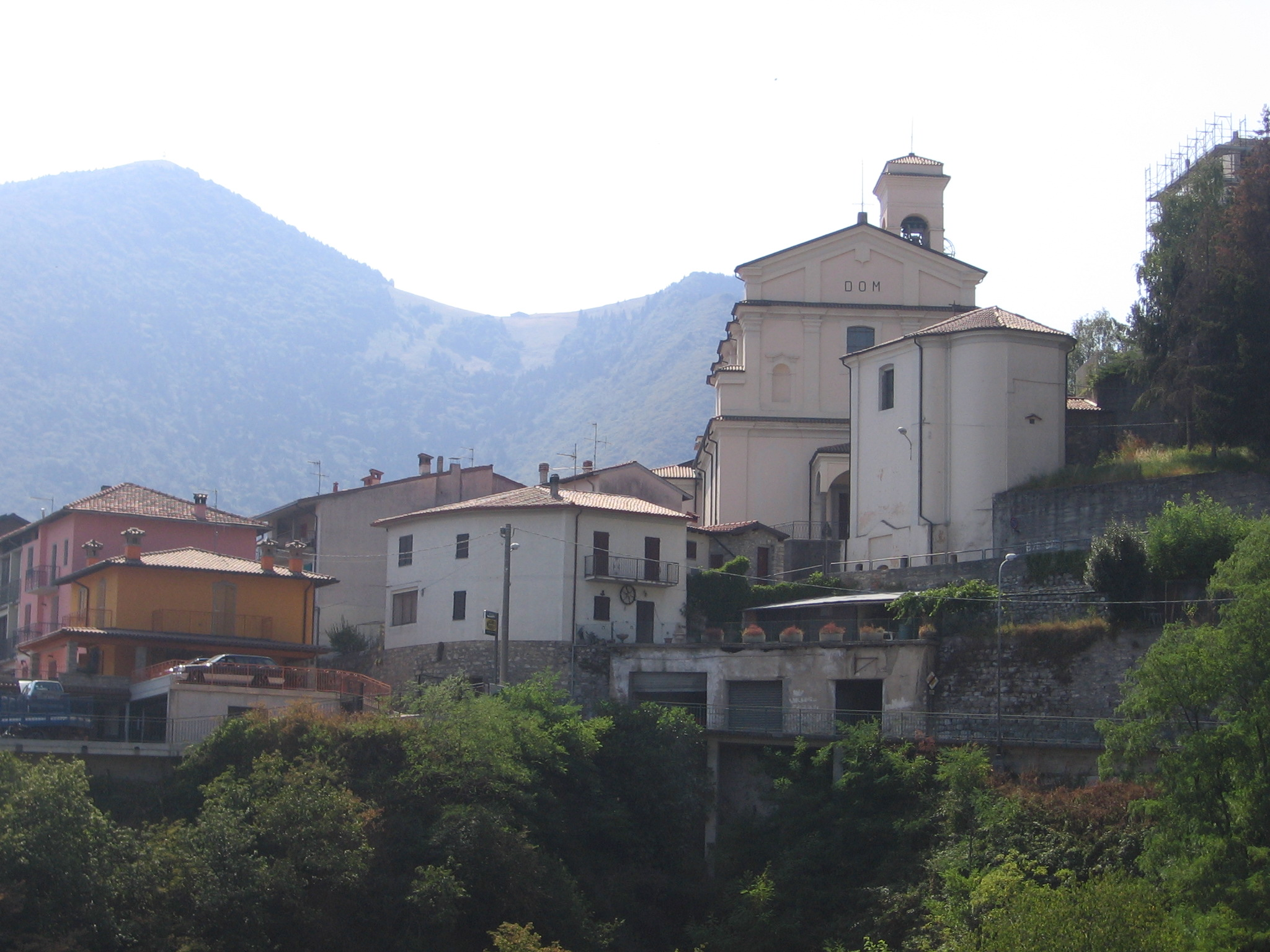
Pfarrkirche Santa Maria Assunta
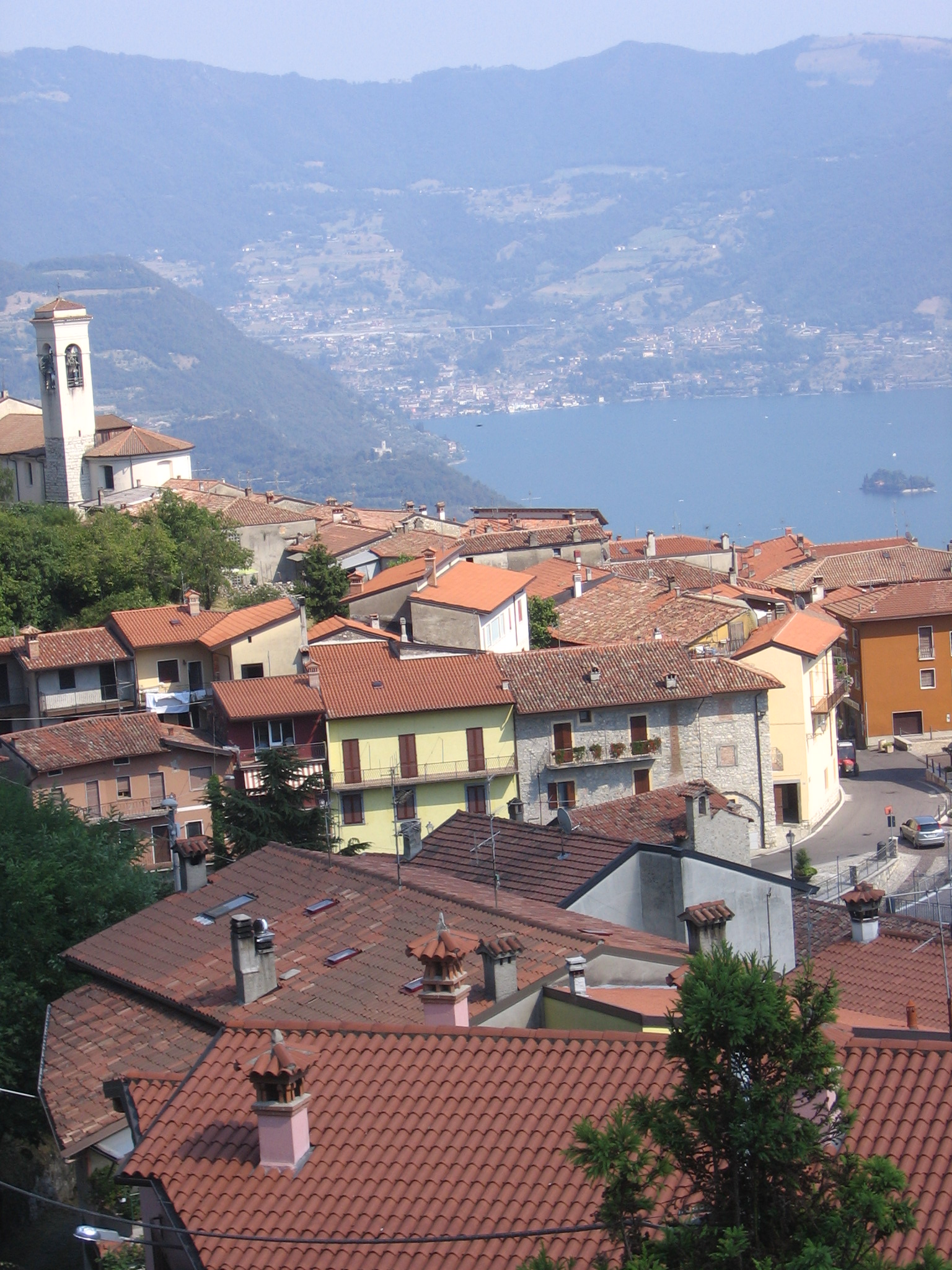
Vigolo mit dem Iseo-See
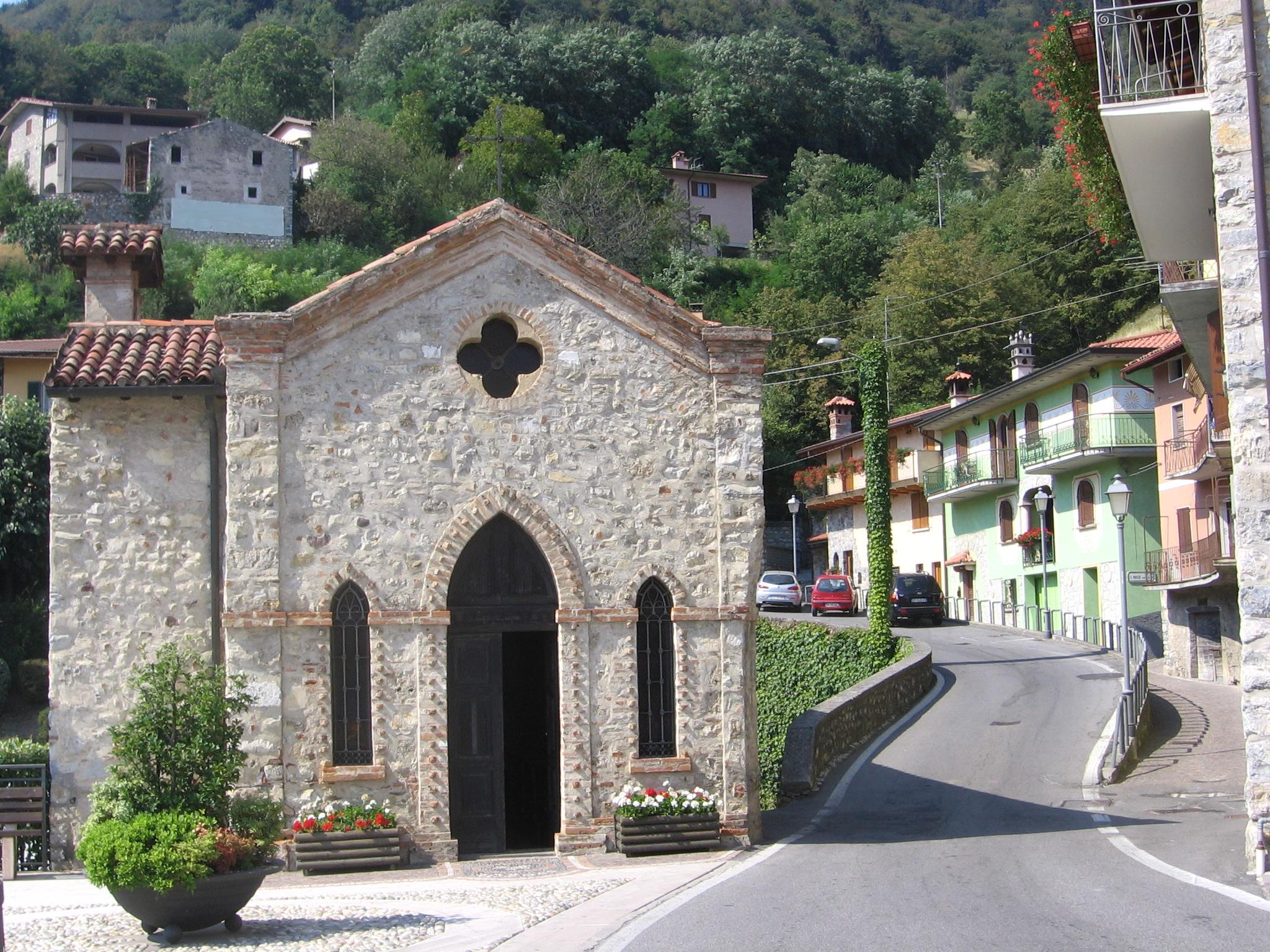
Kapelle San Rocco